# 太田淳昭
太田 淳昭（おおた じゅんしょう、諡・浄徳院、本名・太田淳照（あつてる）、旧姓・井上、幼名・淳麿、1904年2月15日-1985年8月4日）は、日本の宗教家、浄土真宗の僧。浄土真宗本願寺派総長、全日本仏教会理事長、日本宗教連盟理事長を歴任。光接寺（阿久根市）住職。
鹿児島県谷山町和田（現・鹿児島市内）の妙行寺の生まれ（次男）。鹿児島県立第二鹿児島中学校 (旧制)を経て、第七高等学校造士館 (旧制)文科を1924年3月に卒業。1928年東京帝国大学法学部政治学科卒業。1929年鹿児島県阿久根町の光接寺の養子となる。1950年から1974年まで宗会議員（7期）。浄土真宗本願寺派内局総務（1952年～1953年）、築地別院輪番（1956年～1960年）を経て、1962年～1965年と1969年～1974年に本願寺派総長。その他、全日本仏教会事務総長、同理事長、日本宗教連盟理事長、文部省宗教法人審議会委員を歴任。